# (400063) 2006 SO98
(400063) 2006 SO98 es un asteroide perteneciente al cinturón de asteroides, descubierto el 18 de septiembre de 2006 por el equipo del Spacewatch desde el Observatorio Nacional de Kitt Peak, Arizona, Estados Unidos.

## Designación y nombre
Designado provisionalmente como 2006 SO98.

## Características orbitales
2006 SO98 está situado a una distancia media del Sol de 2,793 ua, pudiendo alejarse hasta 3,013 ua y acercarse hasta 2,574 ua. Su excentricidad es 0,078 y la inclinación orbital 4,025 grados. Emplea 1705,52 días en completar una órbita alrededor del Sol.

## Características físicas
La magnitud absoluta de 2006 SO98 es 17,4.